# Senotainia rufiventris
Senotainia rufiventris är en tvåvingeart som först beskrevs av Daniel William Coquillett 1897.  Senotainia rufiventris ingår i släktet Senotainia och familjen köttflugor. Inga underarter finns listade i Catalogue of Life.